# ニューヨークの恋人たち
『ニューヨークの恋人たち』（ニューヨークのこいびとたち、原題・They All Laughed）は、1980年に撮影され、1981年に公開されたアメリカ合衆国のロマンティック・コメディ映画。監督はピーター・ボグダノヴィッチ、出演はオードリー・ヘプバーン、ベン・ギャザラ、ジョン・リッター、ドロシー・ストラットンなど。ヘプバーン最後の主演映画でもある。

## 概要
1980年前半に製作された『ニューヨークの恋人たち』はトラブル続きの映画であった。まず配給予定の20世紀フォックスが出来上がりに不満を示し、監督のピーター・ボグダノヴィッチが買い戻して「ムーン・ピクチャーズ」という会社から配給することになった。
次にこの映画にも出演しており、ボグダノヴィッチの愛人でもあったドロシー・ストラットンが撮影後に夫に殺害されてしまっている。
オードリー・ヘプバーンはトップにクレジットされてはいるが、実際には助演的な役回りであった。
日本ではいまだに劇場未公開で、ビデオ・スルーのみである。『ローマの休日』以降のオードリー・ヘプバーン映画としては唯一の日本未公開作品となっている。

## キャスト
- アンジェラ・ニオッティス：オードリー・ヘプバーン
- ジョン・ルッソ：ベン・ギャザラ
- チャールズ・ラトレッジ：ジョン・リッター
- クリスティー・ミラー：コリーン・キャンプ
- デボラ “サム”・ウィルソン：パティ・ハンセン
- ドロレス・マーティン：ドロシー・ストラットン
- レオン・レオンドポラス：ジョージ・モーフォーゲン
- アーサー・ブロードスキー：ブレイン・ノヴァク
- ホセ：ショーン・ファーラー（オードリー・ヘプバーンの長男）
- エイミー・レスター：リンダ・マクイーウェン

## 製作
ピーター・ボグダノヴィッチは前作『セイント・ジャック』（日本未公開）でベン・ギャザラを主演に起用して以来親しかった。ボグダノヴィッチがオードリー・ヘプバーンと一緒に映画を作れると思った最初の機会は、そのギャザラが次の『華麗なる相続人』の出演中にオードリー・ヘプバーンと恋に落ちて、「ああ、なんてこった、恋してしまった！ああオードリー！俺のオードリー！」と言ってボグダノビッチの家の台所に入ってきたときだった。ヘプバーンにのぼせ上がっていたギャザラはボグダノヴィッチにヘプバーンがいかに孤独でか弱く、聖者のようであるかを報告していた。ボグダノヴィッチはその話をすべてメモしており、ギャザラとヘプバーンのために『ニューヨークの恋人たち』の脚本を書こうと思い立った。不幸な結婚、10歳の男の子、実際にヘプバーンに起きたことをすべて盛り込んでいる。「これは我々自身の姿にごく薄いヴェールをかけただけの映画だった」とボグダノヴィッチは語っている。
しかし、ヘプバーンを映画に出演させるには、大変な説得が必要であった。ヘプバーンの次男のルカはまだ10歳で、ローマの学校に通っており、ヘプバーンはあまり長い間息子の元を離れたくなかった。最終的にヘプバーンが出演したのは、出演料が100万ドルであることでもなく、ベン・ギャザラと再度共演することでもなく、ヘプバーンのために書かれた台本でもなく、ヘプバーンの長男のショーン・ファーラーをボグダノヴィッチの現場アシスタントとして雇うと申し出た時に初めて心が動いたという。その後、ショーンはアシスタントとしてだけではなく、彼に合わせて書き直されたホセという脇役としてもこの映画に出演している。
脚本の第1稿のテーマはメランコリーであったが、製作開始の頃にはタイトルを除いて別物になっていた。ボグダノヴィッチが1979年11月にドロシー・ストラットンと出会い、たちまち激しい恋に落ちたため、最初はワンシーンだけの小さな役だったストラットンの話を膨らませてハッピーエンドにするために脚本を全面的に書き直したためであった。そのため、脚本が別物になっているとわかると、買っていた会社の製作部長は企画をタイム＝ライフ・プロダクションに売った。
撮影前にヘプバーンの映画の衣装を選ぶことになったとき、ボグダノヴィッチはヘプバーンが普段着用している服をよく調べて、彼女が最も着そうなものを選び、選んだ服を二着ずつ用意したという。
ギャザラとヘプバーンの短いロマンスはギャザラが『華麗なる相続人』の次に『インチョン！』に出演して、のちに彼の3番目の妻となるドイツ人のカメラマンの女性と恋に落ちたことによって終わっている。そのため、『ニューヨークの恋人たち』の撮影に入った頃にはヘプバーンとギャザラの間に緊張関係を引き起こしていたという。しかしヘプバーンも『ニューヨークの恋人たち』製作中に最後のパートナーとなるロバート・ウォルダーズに出会っている。撮影の終わり頃、ヘプバーンとボグダノヴィッチの仲睦まじい写真が撮られたことで二人の間に噂がたった。その時ヘプバーンは既にロバート・ウォルダーズとデートしており、ボグダノビッチはストラットンとの関係を内密にしておきたかったので、その噂をわざと否定しないでおいた。そのため、いくつかのヘプバーンの伝記でも二人の間にロマンスがあったと書いているものがある。
映画はあらゆることを本当らしく作るために、スタジオで撮影されることは無かった。全てがマンハッタンの店、通り、ホテル、レストランで撮影されている。五番街を封鎖してエキストラでいっぱいにはできないため、できるだけ目立たないよう盗み撮りすることになった。しかしスターや製作クルーはどうしても目立ってしまうため、3人か4人のスタッフと数人のエキストラを立たせ、カメラを見つけられないようにしていた。ヘプバーンや他のスターも五番街沿いのあれやこれやの店の中で待ってもらうようにして、出番が来ると呼ばれて撮影が始まり、終わると店に戻された。スターのための椅子もトレーラーも無かったが、ヘプバーンはいつも陽気でみんなの励みになったという。もちろんヘプバーンはみんなに知られていて、店から出てくると「ねえ見て、お店の人がこの可愛いハンカチをくれたの！」「こんな綺麗な傘をもらっちゃった！」などといろんなものをもらっていた}。ボグダノヴィッチたちは「よし、今度は通りの反対側の店にオードリーを派遣して一仕事しようぜ！」と冗談を言い合っていた。
ヘプバーンが残りの者たちより1か月早く撮影終了になったため、ヘプバーンのためにお別れパーティーが催された。ヘプバーンはストラットンのことを驚くほど可愛がっていたが、ストラットンはヘプバーンを畏怖するあまり、最後はお別れの言葉くらいしか話せなかった。
ボグダノヴィッチは『ニューヨークの恋人たち』がヘプバーンの最後の映画になるだろうと感じ、ヘプバーンへのオマージュとしてエンディングで彼女のすべてのショットのモンタージュを使用している。

## 事件とその後
映画の撮影終了数週間後、1980年8月、ピーター・ボグダノヴィッチの家にいたドロシー・ストラットンは夫のポール・スナイダーとの離婚手続きを早めるため、1人で仲違いをした夫を訪ねて行った。逆上したスナイダーは銃でストラットンを脅して頭を撃ってから自殺した。
「私たちのほろ苦いロマティック・コメディは二度とそのようなものとして受け止められなくなってしまった。」とボグダノヴィッチは語っている。「オードリーのメランコリックなストーリーがドロシーのハッピーなストーリーと対比されるはずだったのに、誰の目にもほとんど耐え難い映画になってしまった」。
こうしてこの映画は病的な好奇心の対象となった。しかしその好奇心をもってしてもヒット作とはならず、ヴェネツィア映画祭では高く評価されたものの、アメリカでは批評も悪かった。ボグダノヴィッチは上映契約が取れずに資金を500万ドル失い、1985年には破産をした。
オードリー・ヘプバーンの息子ショーン・ファーラーはストラットンのニュースを聞いた時バンクーバーに居たが、18時間車を飛ばしてロサンゼルスのボグダノヴィッチのところへ慰めにきた。「まさにあの母親にしてあの息子でした」とボグダノヴィッチは言った。ヘプバーンも事件後間も無くボグダノヴィッチを見舞いに行った。まだボグダノヴィッチは自宅の外に出られない状態だったが、花束を持ってきてくれたという。「大半の人が私のもとを立ち去った人生のある時期、オードリーは私を見捨てなかった。彼女は希望、信頼、そして愛を与えるためにそこにいてくれた。」とボグダノヴィッチは語っている。
ヘプバーンとボグダノヴィッチはその後もいくつかの作品を作ろうと話し合ったが、どれも実現しなかった。その後、ショーンの最初の結婚式で出席したボグダノヴィッチは、映画では共演したことがないが旧友だったジェームズ・ステュアートとオードリー・ヘプバーンが踊るのを見て心打たれ、作られることのなかったあらゆるオードリー・ヘプバーン映画の象徴を感じたことを書いている。

## 賞歴
- ヴェネツィア国際映画祭アリタリア女優賞受賞：パティ・ハンセン
- ヴェネツィア国際映画祭金獅子賞ノミネート：ピーター・ボグダノヴィッチ